# Barão de São Januário
Barão de São Januário é um título nobiliárquico criado por D. Luís I de Portugal, por Decreto de 10 de Fevereiro de 1866, em favor de Januário Correia de Almeida, depois 1.º Visconde de São Januário e 1.º Conde de São Januário.
Titulares
1. Januário Correia de Almeida, 1.º Barão, 1.º Visconde e 1.º Conde de São Januário.